# Турвиль, Анн Илларион де
Анн Иларион граф де Турвиль (фр. Anne Hilarion de Costentin de Tourville; 24 ноября 1642— 28 мая 1701) — французский адмирал XVII века.

## Ранняя карьера
Родился в имении своих родителей, графов де Турвилей, в Манше, Франция. Точная дата рождения Турвиля неизвестна, 24 ноября 1642 года — запись о его крещении в церковной книге (в Париже).
Морскому делу молодой де Турвиль учился в Средиземном море, на мальтийском фрегате. В 1659 году на Марсельском рейде семнадцатилетний юноша предложил свои услуги капитанам каперских судов и быстро доказал, что он смел и мужественен как на дуэлях, так и в боях с алжирскими пиратами. Вскоре он уже командовал судном, которое захватил в бою. На протяжении нескольких лет под мальтийским и венецианским флагами Анн Илларион де Турвиль воевал с пиратами. Весной 1667 года он возвратился во Францию, где был принят королём Людовиком XIV в Версале, который и назначил Турвиля командиром 44 пушечного фрегата «Круассан». За два года моряк привёл корабль в блестящее состояние. В 1669 году, командуя этим кораблём, он находился в экспедиции герцога Франсуа де Бофора на Кандию (Крит), осажденную турками (Осада Кандии).
В 1671 году Турвиль в ходе экспедиции к Тунису командовал кораблём «Дюк».
В период Голландской войны (1672—1678) он командовал кораблями «Саж» (1672) и «Сан Парейль» (1673), сражался в составе флота вице-адмирала Жана д’Эстре у берегов Голландии. При Саутвольде «Сан Парейль» получил пробоины и повреждения, однако продолжал вести бой в линии. При Вальхерне Турвиль сражался непосредственно с адмиралом де Рюйтером. Командуя кораблями «Экселент» (1675) и «Скептр» (1676), Турвиль участвовал в Стромболийском, Агостском и Палермском сражениях. При Стромболи и в сражении 22 апреля 1676 года он шёл за кораблём Дюкена.
После смерти Рюйтера испано-голландский флот укрылся в гавани Палермо. Вице-король Сицилии герцог де Вивонн решил сжечь их и поднял флаг на корабле Турвиля, ставшего уже тогда начальником эскадры. Французский флот из 28 кораблей, 45 галер и 9 брандеров появился 1 июня перед Палермо, где стояли 27 кораблей, 4 брандера и 19 галер, опиравшихся флангами на береговые укрепления. Турвиль, участвовавший в рекогносцировке гавани, на военном совете предложил атаковать правый фланг противника 9 кораблями и 5 брандерами де Прейля. Основные силы предназначены были сдерживать остальные корабли.

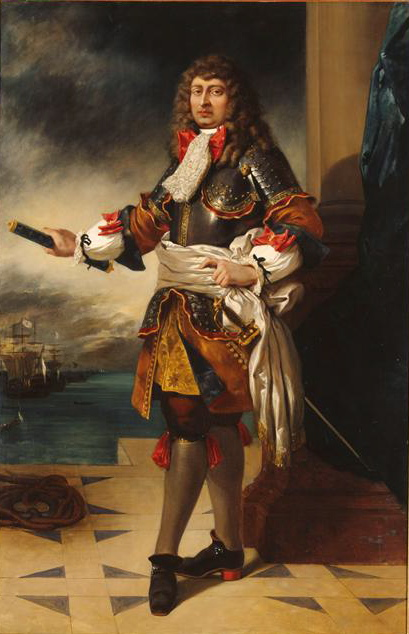
Анн Илларион де Костентин, граф де Турвиль. Работа Эжен Делакруа.

Французский флот вступил в бухту Палермо 2 июня. Де Прейль решительно напал на голландский авангард, встав на шпринг и открыв сокрушительный огонь по голландским кораблям и батареям. Одновременно Вивонн и Дюкен атаковали центр и левый фланг. Противник пришёл в замешательство. Некоторые корабли авангарда обрубили канаты и дрейфовали к берегу, у которого их и атаковали брандерами. За несколько часов были сожжены 12 кораблей, 4 брандера и 5 галер, в волнах и пламени погибли 4000 человек. Пушки с горящих кораблей разряжались, их ядра несли смерть и панику на улицы Палермо. Однако герцог решил, что овладеть городом невозможно, и ушёл в Мессину.
После эвакуации французских войск из Мессины Турвиля назначили в комиссию по реконструкции и укреплению судов. Он составил проект фрегата, который после постройки превосходил аналогичные английские суда. Получив звание генерал-лейтенанта в 1682 году, он наблюдал за судостроением и морскими училищами, затем участвовал в атаках на берберских пиратов в Алжире и Триполи.

## Морская карьера в 1685—1692 гг

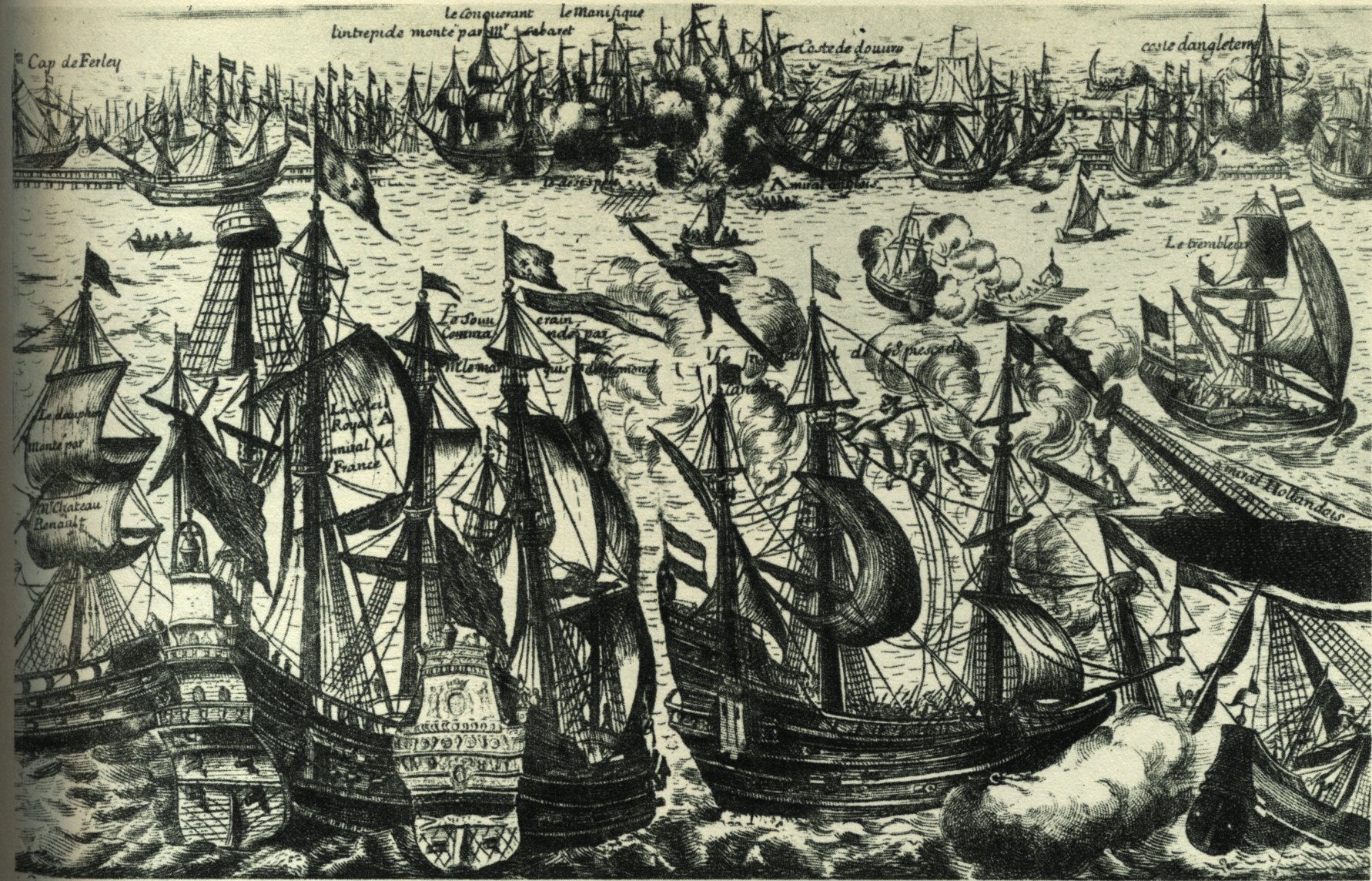
Bataille de Béveziers

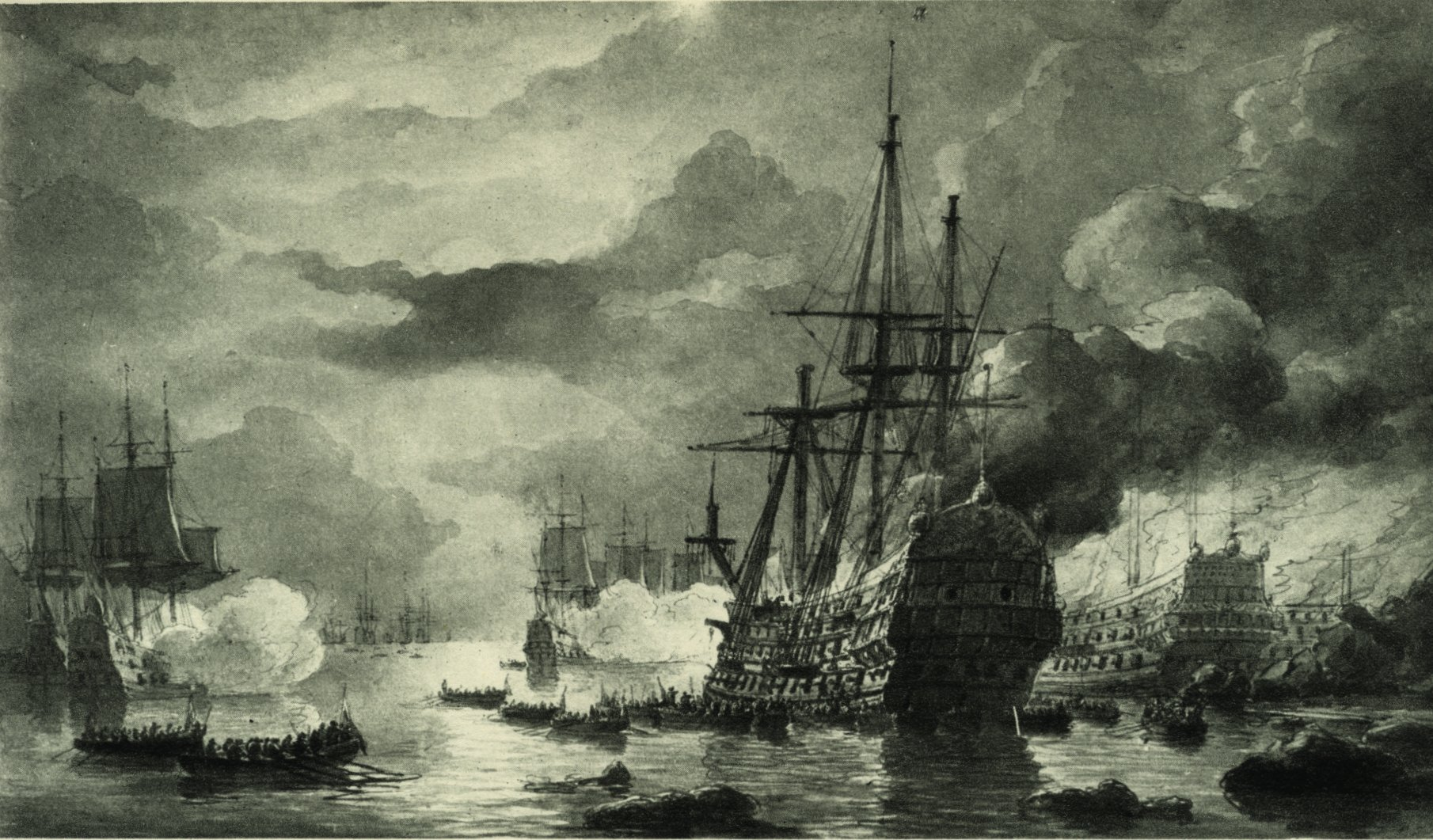
Сражение при Ла-Хог

В 1685 году Турвиль участвовал в бомбардировке Генуи и Триполи. До 1688 года он крейсировал на Средиземном море и у берегов Марокко во главе небольших эскадр, борясь с пиратами. Перед началом новой войны между Англией и Францией Людовик XIV послал Жана д’Эстре с эскадрой для нападения на Алжир, откуда продолжали выходить на разбой пираты. Турвиль с небольшими силами должен был идти к нему на помощь, выйдя из Бреста, по пути он захватил два голландских судна. Встретив корабль испанского вице-короля, моряк артиллерийским огнём заставил его салютовать французскому флагу и, вежливо распрощавшись, продолжил путь.
В ходе войны Аугсбургской лиги Франция выступила против Англии и Голландии в поддержку изгнанного из Англии короля Джеймса II. В марте 1689 года войска Джеймса были высажены с французской эскадры в католической части Ирландии. В мае эскадра Шаторено вступила в сражение с английской эскадрой Герберта, не позволив ей помешать снабжению войск в Ирландии. Турвиль в это время в Тулоне выполнил приказ вооружить 20 линейных кораблей, 4 фрегата, 8 брандеров, 4 транспорта и провести эскадру в Брест, у которого крейсировала англо голландская эскадра. Он скрытно прошёл Гибралтар, выждал у острова Уэссан сильный попутный ветер и прошёл в Брест мимо блокирующего порт с моря неприятельского флота, не вступая при этом в бой. После соединения французских эскадр англо-голландский флот удалился.
Произведенный в вице-адмиралы, Турвиль был назначен главнокомандующим флотом, действовавшим против соединённых сил Англии, Испании и Голландии. В 1690 году флот вице-адмирала де Турвиля одержал победу у мыса Бичи Хэд, ставшую одной из наиболее крупных в морской истории Франции.
До конца 1690 года Турвиль беспокоил берега Англии набегами. Он прибыл в Торбей, овладел городом и уничтожил корабли в гавани. Море оставалось под контролем французов. В честь победы Турвиля при Бичи Хэд была выбита медаль с надписью по латыни «Владычество на море утверждено».
Несмотря на успех Турвиля, высаженная Вильгельмом III в Ирландии армия разбила войска Джеймса II. Тот бежал во Францию и просил у Людовика XIV армию для высадки в Англии, но безуспешно. Тем временем Турвиль провёл несколько демонстраций у берегов Южной Англии, но не нашёл поддержки делу Стюартов. Война в Ирландии продолжалась ещё около года и кончилась поражением Джеймса и сочувствующих ему французов.
В 1691 году Турвиль выехал в Брест. К этому времени командование англо-голландским флотом из 70 кораблей принял сэр Эдуард Рассел. Французские морские силы из за отправки эскадры д’Эстена на Средиземное море против Испании были ослаблены. Турвиль располагал в Бресте 60 кораблями. Его эскадра успешно сдерживала неприятельский флот, охраняя перевозимые в Ирландию войска. За 40 дней крейсерства в Ламанше Турвиль провёл более 100 судов в Ирландию, тогда как Рассел полагал, что французы ещё стоят в Бресте.
Союзники под флагом адмирала Расселя вывели 100 кораблей. Турвиль смог собрать 72, с которыми вышел из Бреста 25 июня и крейсировал у входа в Ламанш. Зная, что неприятель стоит у островов Силли, Турвиль направился к английским берегам, куда шёл конвой из Ямайки, напал на него, захватил несколько судов и рассеял остальные ранее, чем Рассель смог подойти. Удачным маневрированием французский адмирал увлёк в океан и 50 дней удерживал там противника, который так и не смог атаковать французов. Пользуясь тем, что главные силы союзников были связаны, французские каперы нападали на их торговые суда и прикрывали переброску войск в Ирландию. В итоге Рассель удалился в Ирландию, а Турвиль, обеспечив возвращение французских конвоев, вернулся в Брест.

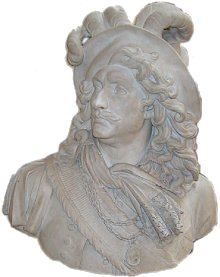
Анн Илларион де Турвиль

К кампании 1692 года во Франции успели подготовить только 68 кораблей. Союзники же на сей раз выставили флот из 96 кораблей и 23 фрегата и брандера. Турвиль вышел в море с 39 кораблями и 7 брандерами, имея приказ вступить в бой с неприятелем независимо от численности его флота. Он присоединил также 5 кораблей эскадры д’Эстре и, не дожидаясь остальных кораблей, пошёл искать неприятельский флот, который и обнаружил 29 мая между мысами Барфлёр и Ла Хог, в 7 милях от берега. У противника имелось 88 кораблей, в том числе 19 трёхдечных. Турвиль решил сражаться и доказать храбрость и умение. Он предъявил совету приказ короля «…атаковать неприятеля, в каких бы силах он ни был, и несмотря ни на какие последствия». Совет подчинился приказу. Французский флот по замыслу Турвиля спускался на неприятеля всей линией своих судов и атаковал противника, который ожидал, снявшись с якоря. Противники сошлись на близкое расстояние и только после этого открыли огонь, причём против каждого французского приходилось по три неприятельских корабля.
Несмотря на двойное превосходство противника в численности, в ожесточённом бою ни один французский корабль не был потерян, что позволяет высоко оценить действия эскадры Турвиля. На корабле Турвиля союзники сосредоточили особое внимание. Сначала его обстреливали постоянно менявшиеся корабли, затем пытались атаковать пятью брандерами. Часть союзного флота обошла неприятельский центр и вела по нему огонь с другого борта, а затем, опасаясь разгрома, корабли прошли через французскую линию на соединение с главными силами Расселя, пострадав от огня французской артиллерии.
Из за слабого ветра флоты лежали в дрейфе недалеко друг от друга. Когда в полночь ветер стал свежее, Турвиль воспользовался им, чтобы оторваться от неприятеля. Утром 30 мая французский флот был от неприятеля на расстоянии мили; движение сдерживала малая скорость сильно повреждённого флагманского корабля Турвиля, который флотоводец не хотел сжигать. Желая скорее уйти от противника, Турвиль в ночь на 31 мая повёл корабли Бланшаренским проливом. К утру 22 корабля миновали проход и ушли в Сен-Мало, а 15 задержал отлив. Так как эти корабли не держались на якорях, Турвиль отправил три наиболее пострадавших корабля в Шербур, а сам с 12 укрылся в Ла Хог. Союзники продолжили преследование. Часть их судов сожгли корабли в Шербуре. Другая часть блокировала Турвиля, а к 3 июня здесь собрался весь флот. Турвиль хотел спасти корабли, поставив их на мель и окружив шлюпками. Однако набралось всего 12 шлюпок. 2 и 3 июня гребные суда союзников атаковали и сожгли все 12 кораблей. Эта неудача тяжело сказалась на боевом настроении французских моряков, но не умалила славы де Турвиля.